# Caddyshack
Caddyshack is een Amerikaanse filmkomedie uit 1980 onder regie van Harold Ramis.

## Verhaal
In een exclusieve golfclub zijn alle leden zeer rijk en excentriek. De werknemers zijn er echter arm. Danny Noonan is een caddy die geld wil verdienen om zijn studies te betalen.

## Rolverdeling
| Acteur             | Personage            |
| ------------------ | -------------------- |
| Chevy Chase        | Ty Webb              |
| Rodney Dangerfield | Al Czervik           |
| Ted Knight         | Rechter Elihu Smails |
| Michael O'Keefe    | Danny Noonan         |
| Bill Murray        | Carl Spackler        |
| Sarah Holcomb      | Maggie O'Hooligan    |
| Scott Colomby      | Tony D'Annunzio      |
| Cindy Morgan       | Lacey Underall       |
| Dan Resin          | Dr. Beeper           |
| Henry Wilcoxon     | Bisschop             |